# Lou Lenart
Louis „Lou“ Lenart, rodným jménem Lajos Lenovitz (24. dubna 1921 Sátoraljaújhely – 20. července 2015 Ra'anana), byl americko-izraelský stíhací pilot maďarského původu. Jeho hrdinské činy během první arabsko-izraelské války v roce 1948 byly zdokumentovány ve filmu A Wing and a Prayer z roku 2015.

## Raný život
Narodil se v Maďarsku jako Lajos Lenovitz v židovské rodině v roce 1921 ve vesnici Sátoraljaújhely nedaleko československých hranic. Jeho rodiče byli zemědělci. Když mu bylo deset let, rodina emigrovala do Spojených států a usadila se v pensylvánském hornickém městě Wilkes-Barre, kde jeho rodiče provozovali malý obchod. Jako chlapec byl šikanován.

## Námořní pěchota Spojených států amerických
Po dokončení střední školy a absolvování kulturistického kurzu se přihlásil k Námořní pěchotě Spojených států amerických. Po 18 měsících pěchotního výcviku byl přijat do letecké školy. Během leteckého výcviku byl těžce zraněn. Jako pilot letounu F4U Corsair se účastnil bojů v Pacifiku za druhé světové války, sloužil v bitvě o Okinawu a při bombardovacích misích nad Japonskem. Na konci války byl z námořní pěchoty propuštěn v hodnosti kapitána.

## Izraelské vojenské letectvo
Poté, co se dozvěděl, že 14 jeho příbuzných včetně babičky bylo zavražděno v koncentračním táboře Auschwitz, a navštívil přednášku o sionismu, se rozhodl přihlásit jako dobrovolník do Šerut avir, předchůdce Izraelského vojenského letectva. Krátce před získáním izraelské nezávislosti se podílel na tajném pašování zachráněných válečných letounů dodaných z Česka do Palestiny a létal s nimi přes britskou blokádu. Po vyhlášení izraelské nezávislosti a vypuknutí první arabsko-izraelské války v roce 1948 se stal stíhacím pilotem a létal na stíhacím letounu Avia S-199.
Dne 29. května 1948 se zúčastnil operace Plešet, kdy Izraelské vojenské letectvo nasadilo celou svou letku čtyř stíhacích letounů v zoufalém pokusu zastavit egyptský postup na Tel Aviv v koordinaci s pozemním protiútokem. Jednalo se o první bojové nasazení izraelských stíhacích letounů a Lenart, nejzkušenější z pilotů, této misi velel. Ačkoli byl útok značně neorganizovaný a způsobil minimální škody, měl hluboký psychologický dopad na Egypťany, kteří byli ujištěni, že Izraelci nemají žádná letadla. Egyptské jednotky následně zastavily svůj postup a ustoupily.

## Pozdější život
Po válce se účastnil operace Ezdráš a Nehemjáš, letecké přepravy iráckých Židů do Izraele na počátku 50. let, sloužil jako pilot u společnosti El Al a létal na mapovací mise nad džunglí Střední Ameriky. Produkoval šest celovečerních filmů a na počátku 80. let byl generálním manažerem týmu Los Angeles Clippers. Bydlel v Izraeli a Los Angeles a po odchodu do důchodu se natrvalo usadil v Izraeli.
Zemřel 20. července 2015 ve svém domě v izraelské Ra'ananě na městnavé srdeční selhání ve věku 94 let. Zůstala po něm manželka Rachel, dcera (která rovněž sloužila v Izraelském vojenském letectvu) a vnuk.